# Perryville (Arkansas)
Perryville és una població dels Estats Units a l'estat d'Arkansas. Segons el cens del 2000 tenia 1.458 habitants.

## Demografia
Segons el cens del 2000, Perryville tenia 1.458 habitants, 568 habitatges, i 379 famílies. La densitat de població era de 118 habitants/km².
Dels 568 habitatges en un 32,9% hi vivien nens de menys de 18 anys, en un 51,8% hi vivien parelles casades, en un 11,3% dones solteres, i en un 33,1% no eren unitats familiars. En el 31% dels habitatges hi vivien persones soles el 18,1% de les quals corresponia a persones de 65 anys o més que vivien soles. El nombre mitjà de persones vivint en cada habitatge era de 2,42 i el nombre mitjà de persones que vivien en cada família era de 3,04.
Per edats la població es repartia de la següent manera: un 24,8% tenia menys de 18 anys, un 8,5% entre 18 i 24, un 25,9% entre 25 i 44, un 19,8% de 45 a 60 i un 21,1% 65 anys o més.
L'edat mediana era de 39 anys. Per cada 100 dones de 18 o més anys hi havia 78,4 homes.
La renda mediana per habitatge era de 29.596 $ i la renda mediana per família de 38.229 $. Els homes tenien una renda mediana de 27.321 $ mentre que les dones 21.708 $. La renda per capita de la població era de 15.299 $. Entorn del 13,4% de les famílies i el 17,8% de la població estaven per davall del llindar de pobresa.

## Poblacions més properes
El següent diagrama mostra les poblacions més properes.